# Casamento entre pessoas do mesmo sexo no Vietnã
O casamento entre pessoas do mesmo sexo no Vietnã não é reconhecido, nem qualquer outra forma de união homoafetiva. Leis anteriores contra todas as formas de convivência foram revogadas sob uma nova lei do casamento, aprovada pelo parlamento em 2000. O Vietname é um país do Sudeste asiático e sua capital é Hanói.
Em maio de 2012, um casal homossexual da cidade de Ha Tien realizou um tradicional casamento público em sua casa, mas foram advertidos pelas autoridades locais. O evento foi noticiado amplamente na mídia vietnamita e iniciou um debate sobre o assunto. Um mês depois, o Ministério da Justiça vietnamita anunciou que o governo estava considerando a possível legalização do casamento entre pessoas do mesmo sexo, afirmando que "a fim de proteger as liberdades individuais, o casamento entre pessoas do mesmo sexo deve ser permitido". O assunto seria debatido na Assembleia Nacional em 2013, no entanto, em fevereiro de 2013, o Ministério da Justiça solicitou a Assembleia Nacional o adiamento da questão até 2014. Se aprovado, o Vietnã se tornará o primeiro país asiático a legalizar o casamento entre pessoas do mesmo sexo, sendo também mais um regime comunista a legalizar após Cuba.
| “ | Eu acho que, na medida em que os direitos humanos estão em causa, é hora de olhar para a realidade. O número de homossexuais é de centenas de milhares. Não é uma pequena figura. Eles vivem juntos, sem registrar um casamento. Nós, é claro, temos que lidar com essas questões de forma legal. " | ” |

No equivalente a opinião pública, uma pesquisa realizada em de dezembro de 2012 mostra que 37% da população do Vietnã apoia a legalização do casamento entre pessoas do mesmo sexo, enquanto 58% se manifestam contra. A pesquisa foi realizada pelo Grupo de Pesquisa Social Vietnamita e Defensores de Direitos, do Instituto de Estudos da Sociedade, Economia e Meio Ambiente (iSEE). A sociedade vietnamita é geralmente vista como  conservadora e tradicionalista. De acordo com dados do iSEE, no Vietname, a população autodeclarada LGBT (Lésbicas, Gays, Bissexuais, Transexuais e Travestis) é de 1,6 milhão de pessoas.

## Constituição
o Artigo 64 da Constituição vietnamita afirma que: "A família é a célula da sociedade. O Estado protege o matrimônio e a família, e o casamento deve estar em conformidade com os princípios de consentimento livre, união progressiva, a monogamia e a igualdade entre marido e mulher. Os pais têm a responsabilidade de educar os seus filhos em bons cidadãos. Filhos e netos têm o dever de mostrar respeito e cuidar de seus pais e avós. o Estado e a sociedade devem reconhecer nenhuma discriminação entre as crianças".